# Secretaría de la Pequeña y Mediana Empresa y los Emprendedores
La Secretaría de la Pequeña y Mediana Empresa y los Emprendedores (SEPYME) es un organismo dependiente del Ministerio de Desarrollo Productivo del Poder Ejecutivo Nacional.

## Historia
Fue creada en 1997 por decreto n.º 943 del 15 de septiembre de Carlos Menem. Bajo la denominación de «Secretaría de la Pequeña y Mediana Empresa», dependiente de la Presidencia de la Nación El año anterior el Poder Ejecutivo Nacional había disuelto el Instituto Nacional para la Asistencia Integral a la Pequeña y Mediana Empresa (creado en 1983). Su primer titular fue Ana Sierchuk de Kessler.
En 1999 pasó al ámbito del Ministerio de Economía. En agosto de 2001 pasó al Ministerio de Trabajo, Empleo y Formación de Recursos Humanos. En mayo de 2003 fue convertida en Subsecretaría de la Pequeña y Mediana Empresa y Desarrollo Regional, dependiente de la Secretaría de Industria, Comercio y de la Pequeña y Mediana Empresa del Ministerio de Economía y Producción.

## Programas que ejecuta el organismo
Los instrumentos que ejecuta la Secretaría Pyme y Desarrollo Regional otorgan beneficios en la capacitación de los recursos humanos, financiamiento flexible, apoyo a emprendimientos, optimización de la gestión y promoción de clústers.

### Crédito Fiscal para Capacitación
El instrumento permite a las Pymes acceder a capacitación para optimizar la gestión empresarial o aumentar las competencias de los recursos humanos y recuperar parte de los gastos a través del reintegro de las cargas impositivas.

## Titulares
| Secretario              | Partido | Partido | Periodo                                          | Ministro      | Presidente                     |
| ----------------------- | ------- | ------- | ------------------------------------------------ | ------------- | ------------------------------ |
| Ana Sierchuk de Kessler |         |         | 17 de septiembre de 1997-10 de diciembre de 1999 |               | Carlos Menem                   |
| Daniel Montamat         |         |         | 13 de diciembre de 1999-                         |               | Fernando de la Rúa             |
| Guillermo Rozenwurcel   |         |         |                                                  |               | Fernando de la Rúa             |
| Enrique Martínez        |         |         | 7 de noviembre de 2000-                          |               | Fernando de la Rúa             |
| Julio Massara           |         |         | 8 de abril de 2002-                              |               | Eduardo Duhalde                |
| Federico Poli           |         |         | 28 de mayo de 2003- 28 de noviembre de 2005      |               | Néstor Kirchner                |
| Matías Kulfas           |         |         | 24 de abril de 2006- 10 de diciembre de 2007     |               | Néstor Kirchner                |
| Eric Calcagno           |         |         | 23 de enero de 2008- 7 de julio de 2008          |               | Cristina Fernández de Kirchner |
| Horacio Roura           |         |         | 1 de julio de 2010- -7 de noviembre de 2011      |               | Cristina Fernández de Kirchner |
| Horacio Roura           |         |         | 10 de diciembre de 2011- 10 de diciembre de 2015 |               | Cristina Fernández de Kirchner |
| Mariano Mayer           |         |         | 12 de enero de 2016-                             |               | Mauricio Macri                 |
| Guillermo Merediz       |         |         | 10 de diciembre de 2019-                         | Matías Kulfas | Alberto Fernández              |